# Elecciones presidenciales de Argentina de 1880
Las elecciones presidenciales de Argentina de 1880 se llevaron a cabo para elegir al presidente de la República Argentina, que debía suceder a Nicolás Avellaneda. El resultado fue una victoria para Julio Argentino Roca, candidato del Partido Autonomista Nacional, que gobernó ininterrumpidamente el país desde 1876 hasta 1916, sin alternancia y bajo un virtual régimen de partido único. La presidencia de Roca formó parte de la llamada «república conservadora» o «república oligárquica».
Las elecciones se realizaron bajo el régimen de «voto cantado», caracterizado históricamente por el fraude electoral masivo, la violencia en los comicios, el voto venal (pago) y la baja participación, sin que se permitiera votar ni ser elegidas a las mujeres. Solo concurrió a votar el 2% de la población. La Constitución establecía que la elección del presidente y vicepresidente debía realizarse en forma indirecta y por separado, delegando la elección final de cada uno, en colegios electorales provinciales integrados por representantes elegidos en la elección primaria, por el sistema de lista completa, siendo electos todos los candidatos más votados, en cada distrito electoral.
Roca triunfó en todas las provincias, excepto Buenos Aires y Corrientes donde ganó Carlos Tejedor. La victoria del candidato opositor en dicha provincia y su derrota en el resto del país, desató una nueva crisis separatista de dicha provincia, lo que provocó a su vez la federalización de la ciudad de Buenos Aires, ese mismo año. En 1878 Argentina había extendido su territorio hacia el sur, creando el territorio nacional de la Patagonia, pero por no tratarse de una provincia, sus habitantes no tenían derecho a elegir al presidente, a los parlamentarios, ni a las autoridades del territorio.

## Resultados del Colegio Electoral
Los colegios electorales se reunieron el 12 de junio de 1880, en cada una de las capitales provinciales y en la Ciudad de Buenos Aires. El 9 de octubre de 1880 la Asamblea Legislativa, la Cámara de Diputados y el Senado, dio la aprobación definitiva de las elecciones.
| Candidato a Presidente | Candidato a Presidente | Partido                      | Votos Electorales |
| ---------------------- | ---------------------- | ---------------------------- | ----------------- |
|                        | Julio Argentino Roca   | Partido Autonomista Nacional | 155               |
|                        | Carlos Tejedor         | Partido Liberal              | 70                |
| Total de votos         | Total de votos         | Total de votos               | 225               |
| No votaron             | No votaron             | No votaron                   | 3                 |
| Total de electores     | Total de electores     | Total de electores           | 228               |

| Candidato a Vicepresidente | Candidato a Vicepresidente | Partido                      | Votos Electorales |
| -------------------------- | -------------------------- | ---------------------------- | ----------------- |
|                            | Francisco Bernabé Madero   | Partido Autonomista Nacional | 151               |
|                            | Saturnino Laspiur          | Partido Liberal              | 70                |
|                            | Bernardo de Irigoyen       | Independiente                | 3                 |
| Total de votos             | Total de votos             | Total de votos               | 224               |
| No votaron                 | No votaron                 | No votaron                   | 4                 |
| Total de electores         | Total de electores         | Total de electores           | 228               |

### Resultados por Provincia
| Provincia           | Presidente | Presidente |   | No votaron |
| Provincia           | Roca       | Tejedor    |   | No votaron |
| ------------------- | ---------- | ---------- | - | ---------- |
| Buenos Aires        |            | 53         |   | 1          |
| Catamarca           | 12         |            |   |            |
| Córdoba             | 26         |            |   |            |
| Corrientes          |            | 16         |   |            |
| Entre Ríos          | 18         |            |   |            |
| Jujuy               | 7          | 1          |   |            |
| La Rioja            | 7          |            | 1 |            |
| Mendoza             | 10         |            |   |            |
| Salta               | 12         |            |   |            |
| San Juan            | 10         |            |   |            |
| San Luis            | 9          |            | 1 |            |
| Santa Fe            | 12         |            |   |            |
| Santiago del Estero | 18         |            |   |            |
| Tucumán             | 14         |            |   |            |
| Total               | 155        | 70         |   | 3          |